# Pevnost Boyard

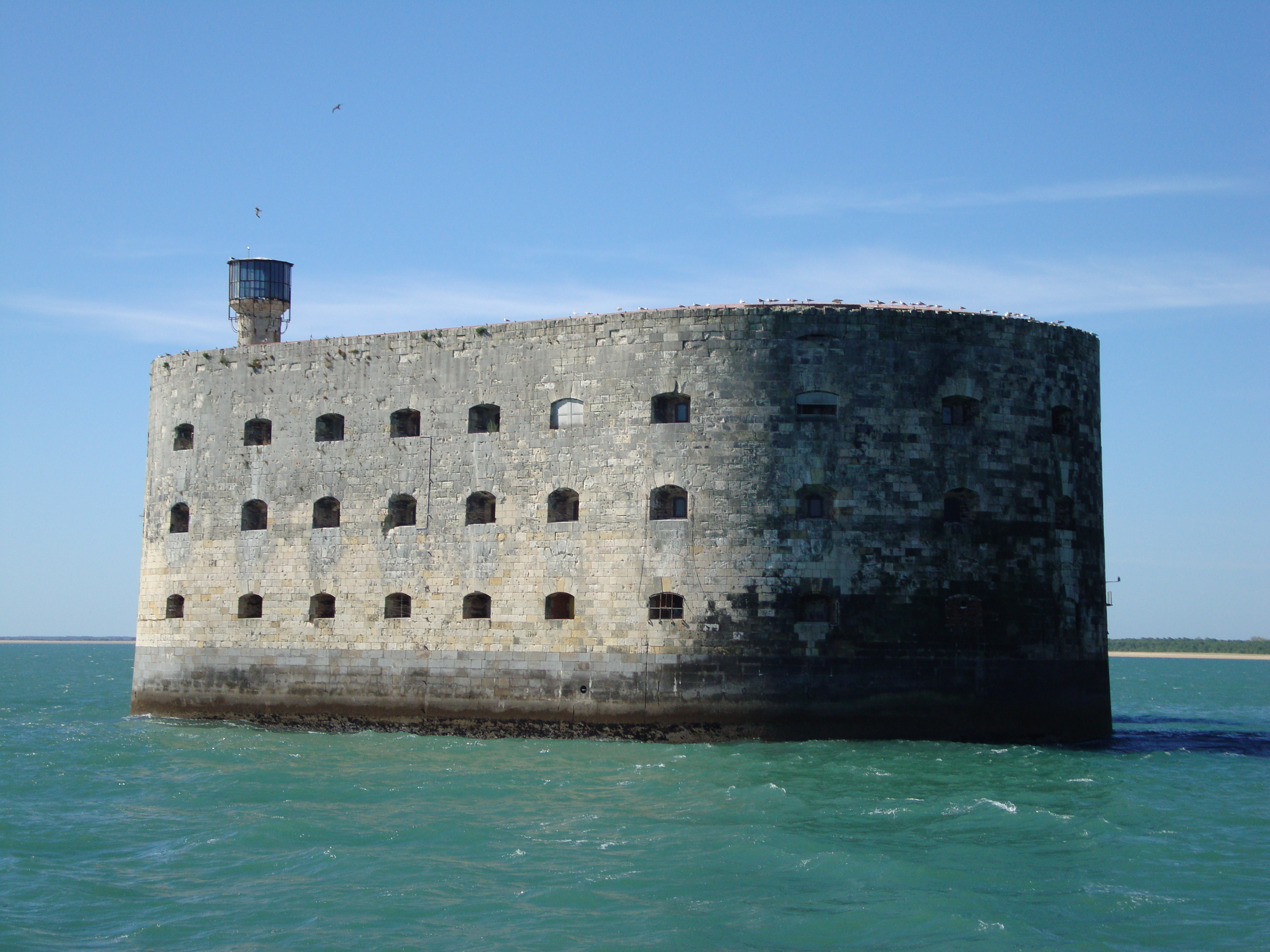
Pevnost Boyard

Pevnost Boyard leží mezi ostrovy Aix a Oléron v úžině Pertuis d'Antioche u západního pobřeží Francie.

## Historie
Zbudování podobné pevnosti bylo zvažováno již od dokončení arzenálu v roce 1666, ale pevnostní stavitel Sébastien Vauban myšlenku králi Ludvíku XIV. rozmluvil slovy: „Pane, bylo by snazší chytit do zubů Měsíc než usilovat o stavbu v takové lokalitě.“
Pevnost se začala stavět až za vlády Napoleona, v roce 1801, za účelem ochrany pobřeží (a obzvláště arzenálu v Rochefortu) před případnými nájezdy cizích (zejména britských) námořních sil. V té době měly kanóny omezený dostřel a vzdálenost mezi ostrovy Aix a Oléron byla příliš velká na to, aby se z nich dalo zabránit průnikům.
Následovaly obtíže se stavbou pískovcových základů a projekt byl roku 1809 přerušen. Znovu se pokračovalo až od roku 1837, za vlády Ludvíka Filipa, kdy došlo k opětovnému zesílení napětí mezi Francií a Velkou Británií. Pevnost byla dostavěna roku 1857. V té době již ale doznal dostřel děl velkého zlepšení a pevnost pozbyla potřeby.
V pevnosti Boyard, dlouhé 68, široké 31 a vysoké 20 metrů, konalo službu 250 vojáků. V době vlády Pařížské komuny sloužila pevnost jako vězení. Po několika letech byla opuštěna.

## Pevnost Boyard v popkultuře
Pevnost se před rekonstrukcí objevila ve filmu Dobrodruzi z roku 1967 (hlavní postavy Alain Delon, Lino Ventura a Joanna Shimkus).
Od roku 1990 byla pevnost místem konání stejnojmenné populární soutěže (české televize ji vysílaly pod názvem Klíče od pevnosti Boyard; od roku 2016 začala TV Prima natáčet a vysílat i vlastní verzi s českými účastníky pod názvem Pevnost Boyard). Pro ulehčení přístupu televizní techniky byla po stranách pevnosti instalována zařízení podobná vrtným věžím.